# Ginnastica ai Giochi della XXIX Olimpiade - Trave
La finale della trave di equilibrio si è svolta allo Stadio Coperto Nazionale di Pechino il 19 agosto, con inizio alle ore 18:45.

## Finale
| Pos. | Ginnasta                     | Punteggio di partenza | Punteggio della giuria | Penalità | Totale |
| ---- | ---------------------------- | --------------------- | ---------------------- | -------- | ------ |
|      | Shawn Johnson ( Stati Uniti) | 7,000                 | 9,225                  | -        | 16,225 |
|      | Nastia Liukin ( Stati Uniti) | 6,600                 | 9,425                  | -        | 16,025 |
|      | Cheng Fei ( Cina)            | 6,800                 | 9,150                  | -        | 15,950 |
| 4    | Anna Pavlova ( Russia)       | 6,800                 | 9,100                  | -        | 15,900 |
| 5    | Gabriela Drăgoi ( Romania)   | 6,500                 | 9,125                  | -        | 15,625 |
| 6    | Li Shanshan ( Cina)          | 7,000                 | 8,300                  | -        | 15,300 |
| 7    | Ksenija Afanas'eva ( Russia) | 5,800                 | 9,025                  | -        | 14,825 |
| 8    | Koko Tsurumi ( Giappone)     | 6,300                 | 8,150                  | -        | 14,450 |